# Fíkovník posvátný

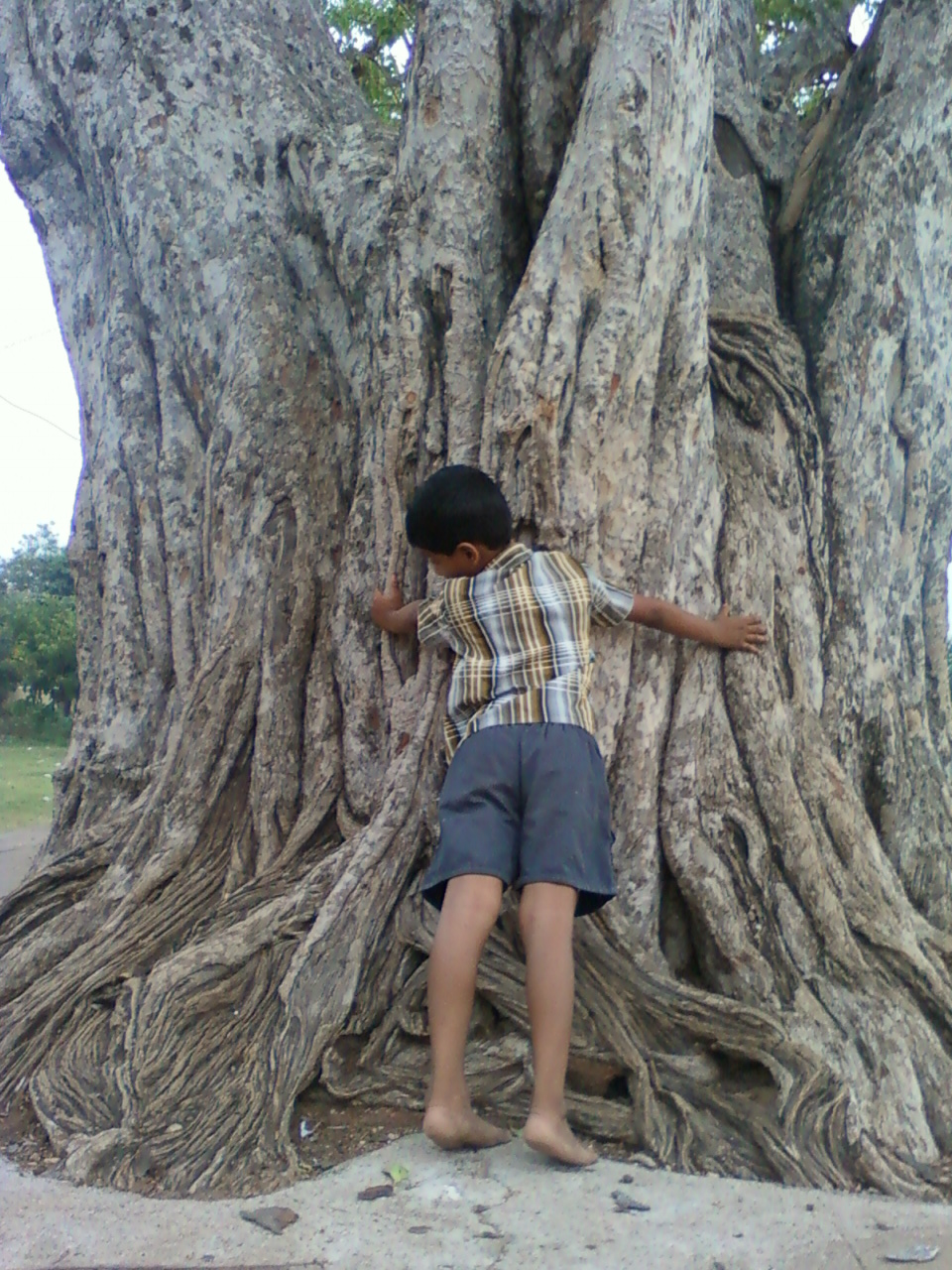
Kmen starého stromu

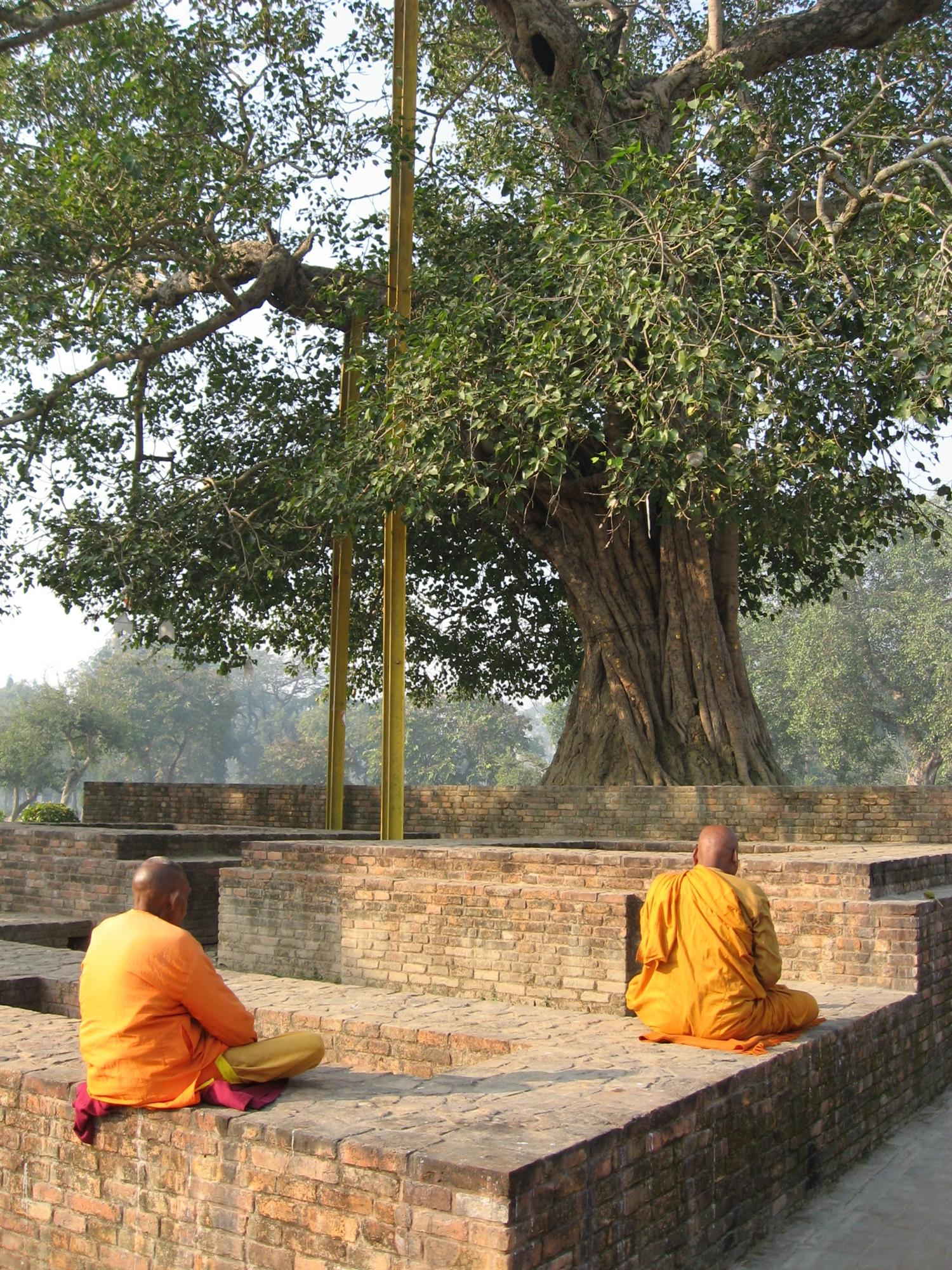
Meditace

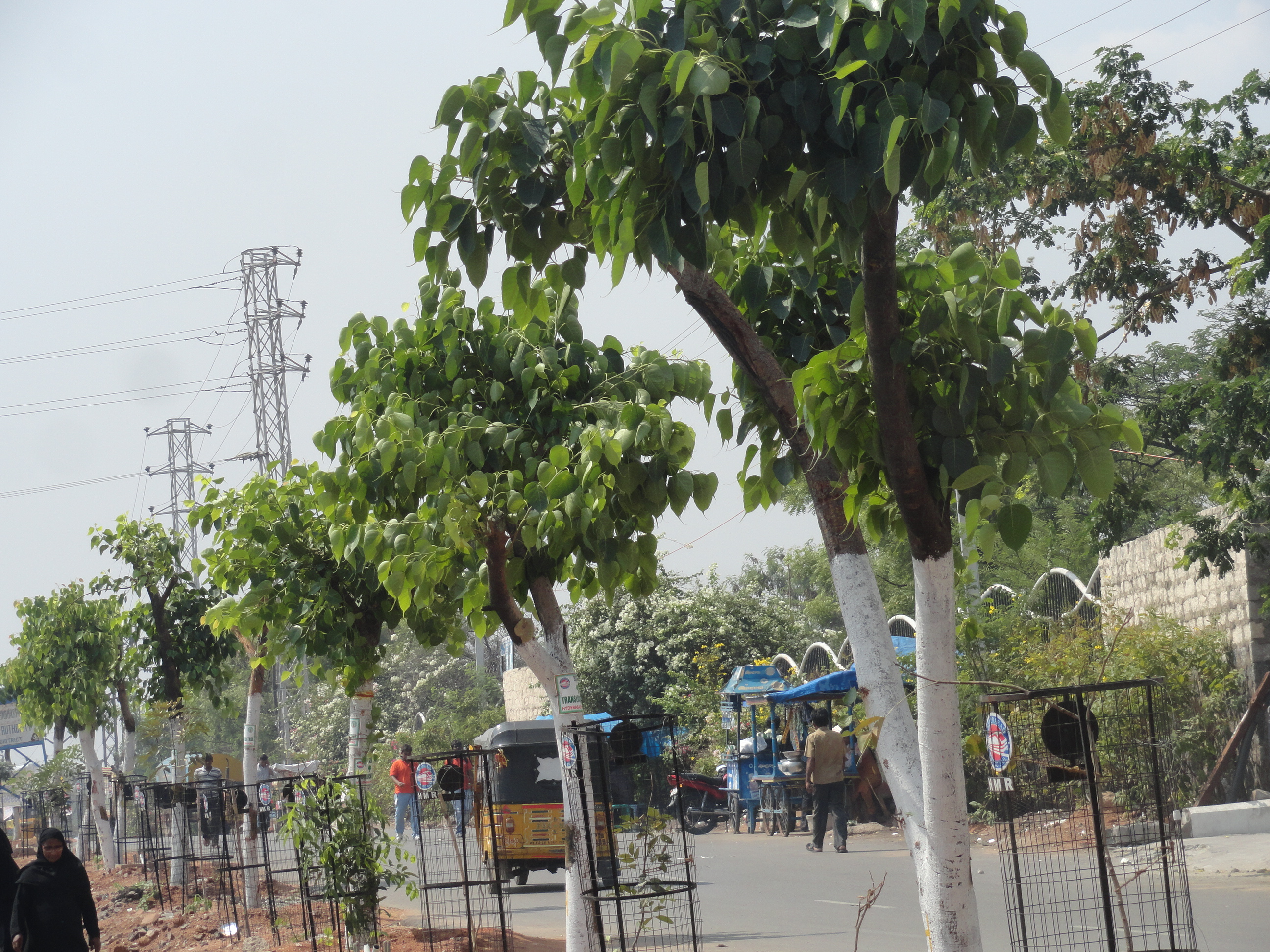
Mladá alej

Fíkovník posvátný (Ficus religiosa) je statný, dlouhověký, listnatý strom pocházející z jižní Asie. Je jedním z asi 800 druhů ve všech tropech světa rozšířeného rodu fíkovník. Jeho druhové jméno "posvátný" je odvozeno od náboženského významu, který má pro buddhisty i hinduisty. Podle buddhistické mytologie dosáhl princ Siddhártha Gautama po šestileté meditaci v jeho stínu konečného osvícení a stal se Buddhou, strom proto bývá často vysazován u buddhistickým chrámů nebo u soch zpodobňujících Buddhu. Fíkovníku posvátného si váží i hinduisté, protože podle jejich starověké tradice se ve větvích tohoto stromu zjevil lidem hinduistický bůh Višnu a spojují jej také s bohy Brahmou a Šivou.

## Rozšíření
Podle vědeckých výzkumů pochází z indického subkontinentu a blízkého okolí, konkrétně z Indie, Nepálu, Srí Lanky a z ostrova Diego García, součásti Čagoských ostrovů. Ze svého původního areálu se v minulosti rozšířil téměř po celé jižní Asii, z větších státu jmenovitě od Pákistánu přes Bangladéš, Myanmar, Thajsko, Kambodžu, Laos, Vietnam, jižní Čínu, Malajsii a Indonésii až po Filipíny. Po osídlení objevené Ameriky byl fíkovník posvátný zavlečen do Střední Ameriky, na ostrovy Karibiku i na sever Jižní Ameriky. Druhotně roste také v tropické Africe, např. v Mosambiku, na některých ostrovech v Indickém oceánu, stejně tak jako na ostrovech Pacifiku.

## Ekologie
Druh je tolerantní k různým druhům půd i širokému rozmezí tropického podnebí. Roste v nížinách i pahorkatinách, s výškovou tolerancí od mořské hladiny po 1500 m n. m. Vyhovují mu průměrné roční teploty od 16 po 35 °C a úhrnné roční srážky 500 až 5000 mm. Nejlépe roste v půdách hlubokých, aluviálních hlinitopísčitých, dokáže však růst i v plytkých, včetně puklin ve skalách. Je dlouhověkou dřevinou, někteří jedinci přežívají i přes 2000 let. Při dlouhém období sucha nebo při poklesu teploty se může částečně zbavit listů, které opět narostou.

## Popis
Stálezelený nebo částečně opadavý, rychle rostoucí listnatý strom vysoký až 25 m s rozložitou, ale nepravidelnou korunou. Kmen mívá krátký, tlustý asi 0,5 m, kůru má hrubě rozpukanou a větve šedé s hnědými skvrnami. Tento strom, na rozdíl od většiny fíkovníků, nemá vzdušné kořeny; všechny jeho části po poranění roní bílý latex.
Listy s řapíkem dlouhým do 10 cm vyrůstají střídavě ve spirále. Jejich kožovitá čepel je 10 až 20 cm dlouhá a 8 až 10 cm široká, trojúhle až široce vejčitá, na bázi klínovitá nebo srdčitá a na vrcholu extrémně dlouze špičatá se zkroucenou, 2 až 5 cm dlouhou špičkou. Po obvodu je čepel celistvá a někdy jemně vlnitá, zespod světle a svrchu tmavě zelené, v mládí může být slabě narůžovělá a má zpeřenou žilnatinu se šesti až devíti páry bočních žilek. Palisty jsou malé, vejčité.
Drobné květy jsou skryté v přisedlém dužnatém útvaru, uzavřeném květenství cibulovitého tvaru zvaném sykonium, s drobným otvorem na vrcholu, které vyrůstá v paždí listů jednotlivě nebo ve dvojici. Sykonium bývá asi 6 mm velké, žlutavě zelené a obsahuje jak květy samčí, tak i samičí (těch bývá více). Samčí květy jsou umístěné u otvoru sykonia, jsou přisedlé, mají dvou či třílaločný kalich s volnými, vejčitě kopinatými lístky s podvinutými okraji a jednu tyčinku s krátkou nitkou zakončenou prašníkem. Samičí květy jsou přisedlé, mají čtyřlaločný kalich s široce kopinatými lístky, kulovitý semeník a dlouhou čnělku s úzkou bliznou. Za příhodných podmínek, při dostatku vláhy, tepla a živin v půdě strom kvete celoročně. Květy opyluje štíhlopasá chalcidka z čeledi fíkovnicovitých, stehnatka Blastophaga quadraticeps. Každý druh fíkovníku má symbiotický vztah s určitým druhem chalcidky, která se podílí na opylení jeho květů. Vzájemné vztahy mezi opylovači a květy podrobně popisuje článek fík.
Plodem je fík, což je srostlé dužnaté plodenství obsahující semena mnoha květů sykonia. Je hladký, kulovitý, mírně stlačený a velký do 1,5 cm, zprvu zelený, ve zralosti tmavě červený až fialový, některé variety jsou žluté. Vyrůstá jednotlivě nebo ve dvojicích na kratičkých stopkách a má tři obvejčité listeny.

## Rozmnožování
Rozmnožuje se hlavně semeny, která roznášejí ptáci, netopýři a opice živicí se plody na stromech, stejně jako hlodavci a prasata požírající je na zemi. Celkem dobře se množí i pomoci řízků. Aby dospělý jedinec mohl produkovat životaschopná semena, musí v blízkosti žít požadovaný opylovač.
V přírodě někdy začíná strom svůj život jako epifyt, vzklíčí ze semene zaneseného do dutiny nebo rozsochy větve v koruně libovolného stromů, kde vypustí kořínky. Na svém hostiteli neparazituje, kořeny se ho pouze přidržuje a živiny i vláhu čerpá ze vzduchu. Kořínky rostou poměrně rychle a když dosáhnou až k zemi, vniknou do půdy. Pak se chovají jako normální kořeny a nový jedinec jimi začíná získávat živiny z půdy. Strom se dále vyvíjí normálně, ovšem dlouhé kořeny postupně rychle sílí a pokud hostitelský strom omotaly, tak jej uškrtí a když vnikly do jeho dutiny, tak roztrhají. Je to ovšem akt mnoha desetiletí až staletí.

## Význam
Mimo náboženských účelů, kdy bývá vysazován v blízkosti buddhistických chrámů, je používán i pro ryze hospodářské účely nebo jako okrasný a stín poskytující strom. Jeho čerstvé či silážované listy a čerstvé větvičky slouží jako potrava pro slony, dobytek i velbloudy. Strom je významným hostitelem červců, např. červce lakového (Kerria lacca), jejichž výměšky tvoří základ šelaku užívaného k výrobě lihových a izolačních laků, politur a tmelů. Plody jsou většinou potravou zvířat a jen v době hladomoru i lidí.
Dřevo je šedavě bílé, středně těžké, váží 480 až 640 kg/m³, je středně trvanlivé a dobře odolává vodě. Dělají se z něho domácí pomůcky, bedny a sloužívá jako palivo, používá se také při ohňových obětech hinduistů. V tradičním lékařství se plody užívají jako mírné projímadlo a při bolestech zubů. Sušené plody léčí astma, kůra má stahující účinky a pomáhá při nemoci kůže, semena hojí zánět močových cest.
Fíkovník posvátný je místy považován za invazní druh, obvykle v oblastech kde roste druhotně, jako příklad jsou uváděné Izrael, Kuba a ve Spojených státech Florida a Havajské ostrovy.

## Galerie

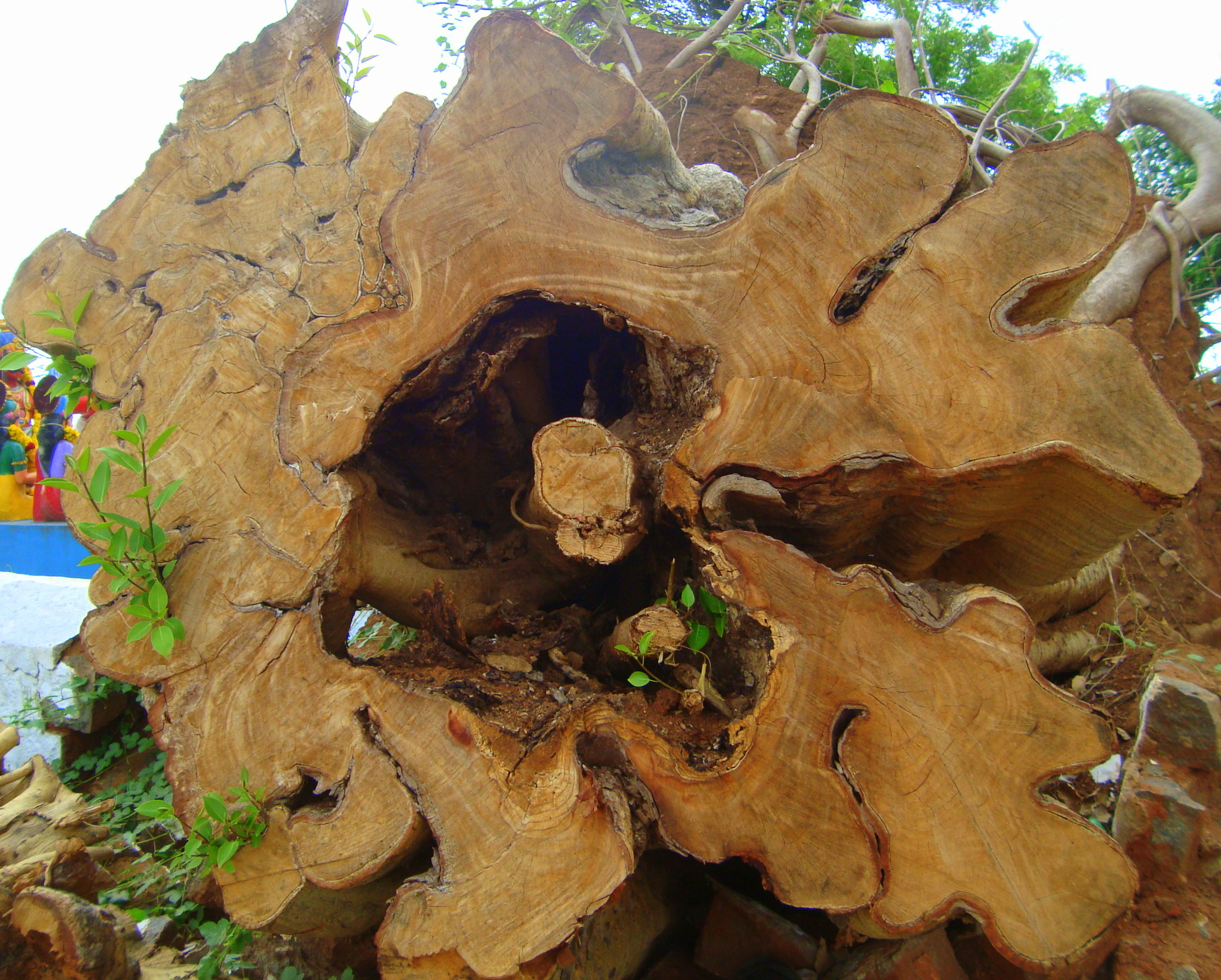
Řez kmenem
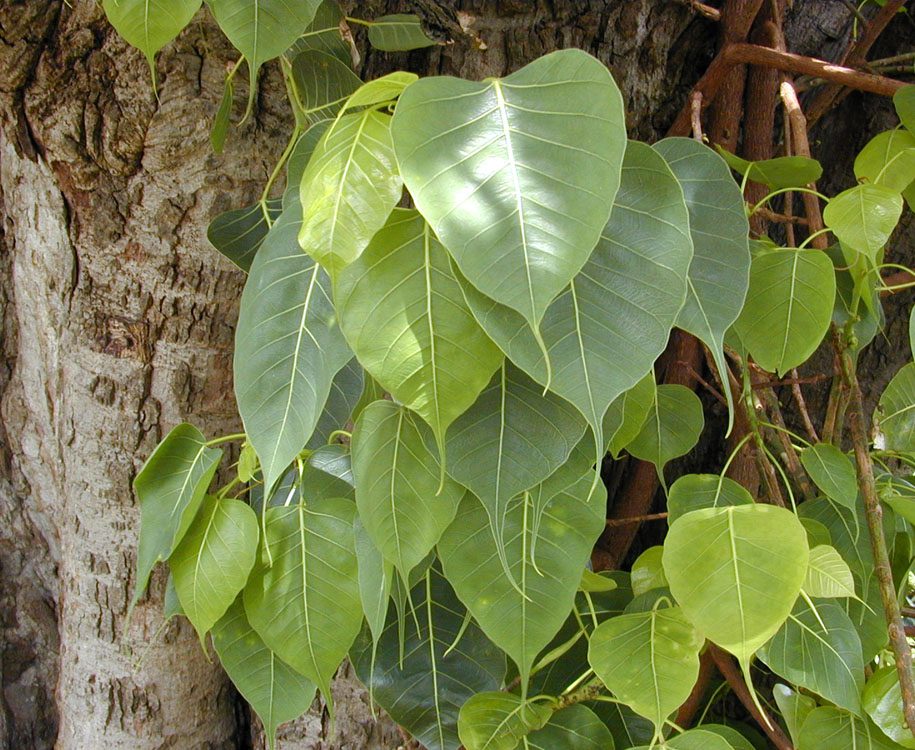
Listy
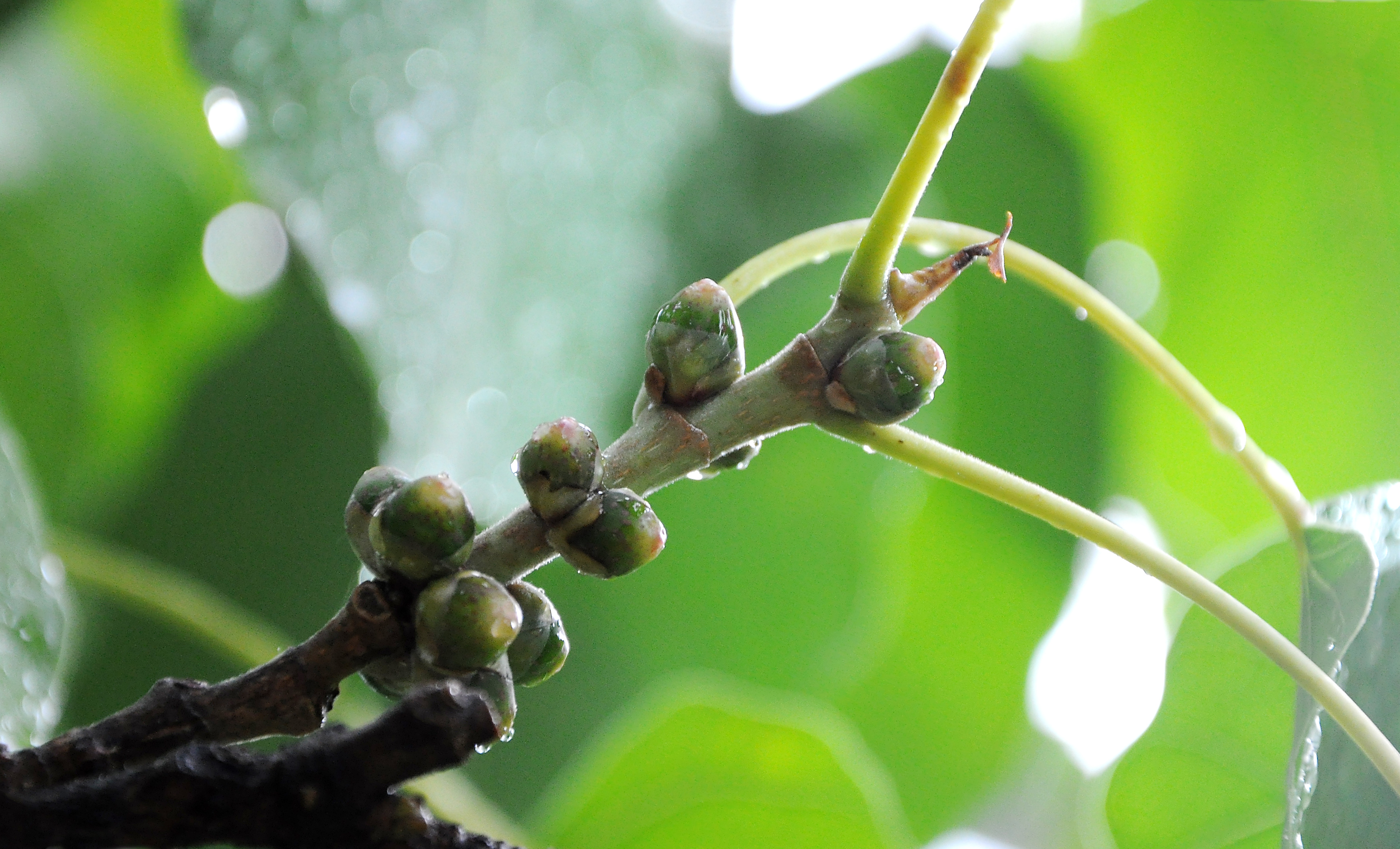
Zrající fíky
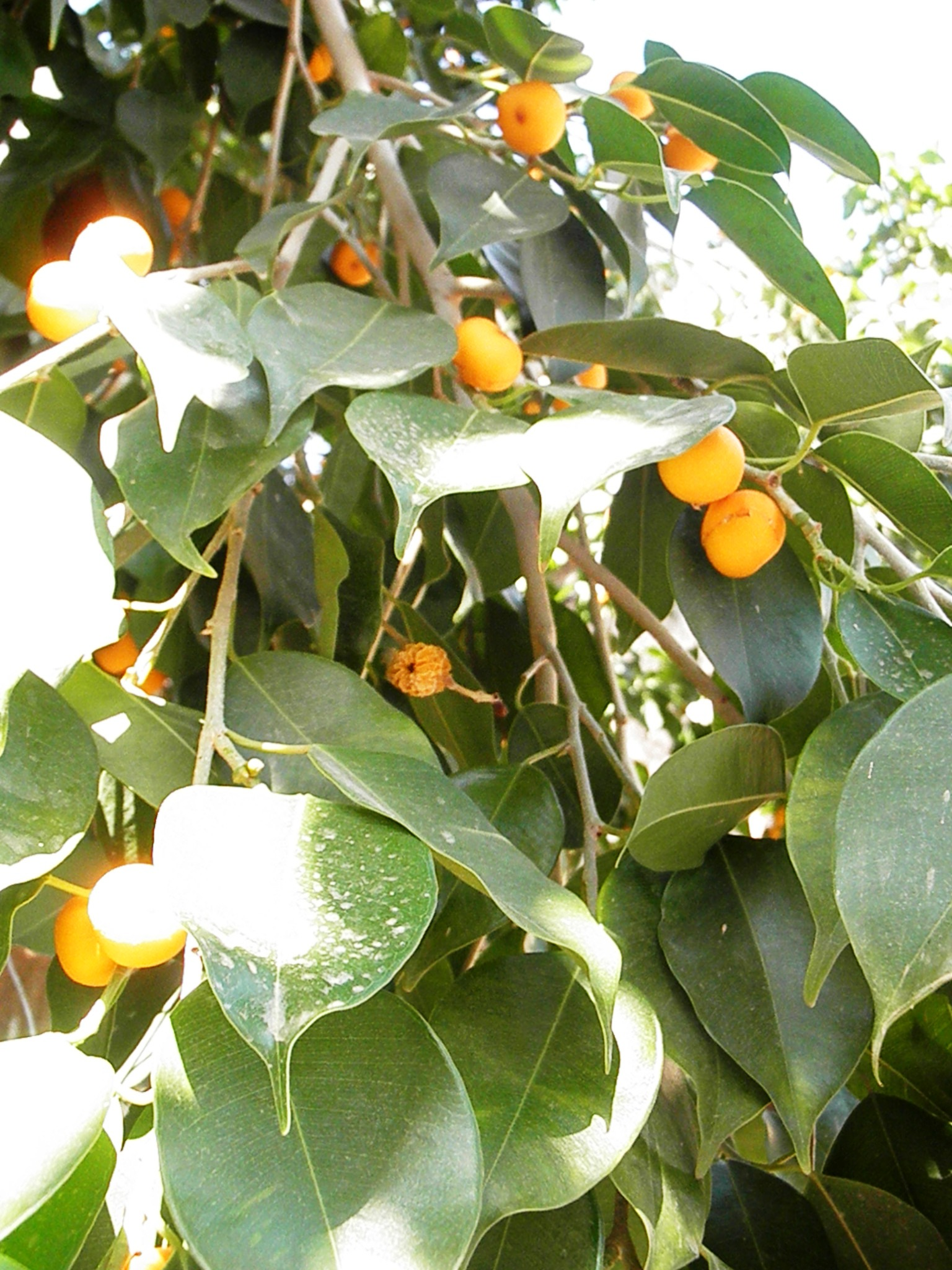
Žluté fíky